# Hadena mareoides
Hadena mareoides är en fjärilsart som beskrevs av Köhler 1968. Hadena mareoides ingår i släktet Hadena och familjen nattflyn. Inga underarter finns listade i Catalogue of Life.